# Twinz
Die Twinz, The Twinz oder Tha Twinz sind ein US-amerikanisches Hip-Hop-Duo der Stilrichtungen Westcoast-Hip-Hop und G-Funk, bestehend aus den Zwillingen Deon und DeWayne Williams.

## Karriere
Die Twinz begannen ihre musikalische Laufbahn 1994 auf Warren Gs Album „Regulate... G Funk Era“, wo sie auf den Liedern „Recognize“ und „Runnin’ Wit No Breaks“ als Hauptinterpreten vertreten waren. DeWayne trat dort darüber hinaus noch auf dem Stück „So Many Ways“ auf.
„Regulate... G Funk Era“ war ein großer Erfolg für das veröffentlichende Label Def Jam Recordings, die daraufhin auch die Twinz über deren Imprint „G Funk Music“ unter Vertrag nahmen. Im August 1995 erschien darüber ihr Erstling „Conversation“, auf dem Warren G stark vertreten war. Er produzierte das Werk, übernahm das Songwriting und trat auch als Rapper auf.
Die erste Singleauskopplung daraus war „Round & Round“, die sich mehrere Wochen auf den hinteren Rängen der Billboard Hot 100 halten konnte. Auch das Album wurde in den US-amerikanischen Charts geführt, galt aber wegen der hohen Erwartungen als Enttäuschung.
Nachdem die nächste Single „Eastside LB“ sich nur noch in zwei Spartenhitparaden platzieren konnte, arbeiteten die Twinz 1997 noch an Warren Gs zweitem Langspieler „Take a Look Over Your Shoulder“, bevor sich Def Jam von ihnen trennte. Dies bedingte eine lange Schaffenspause. Erst 2003 traten sie wieder in Erscheinung, als Produzenten auf Sheek Louchs Album „Walk Witt Me“.
2005 folgte noch ein Gastauftritt auf Foesums „The Foefathers“, bevor 2009 schließlich eine von Snoop Dogg präsentierte EP erschien, die ausschließlich digital angeboten wurde und weitgehend unbeachtet blieb.
Daraufhin folgte keine neue Musik mehr.

## Diskografie
Alben
- 1995: Conversation

EPs
- 2009: Tha Loccs

Singles
- 1995: Round & Round
- 1996: Eastside LB